# Sénateur inamovible

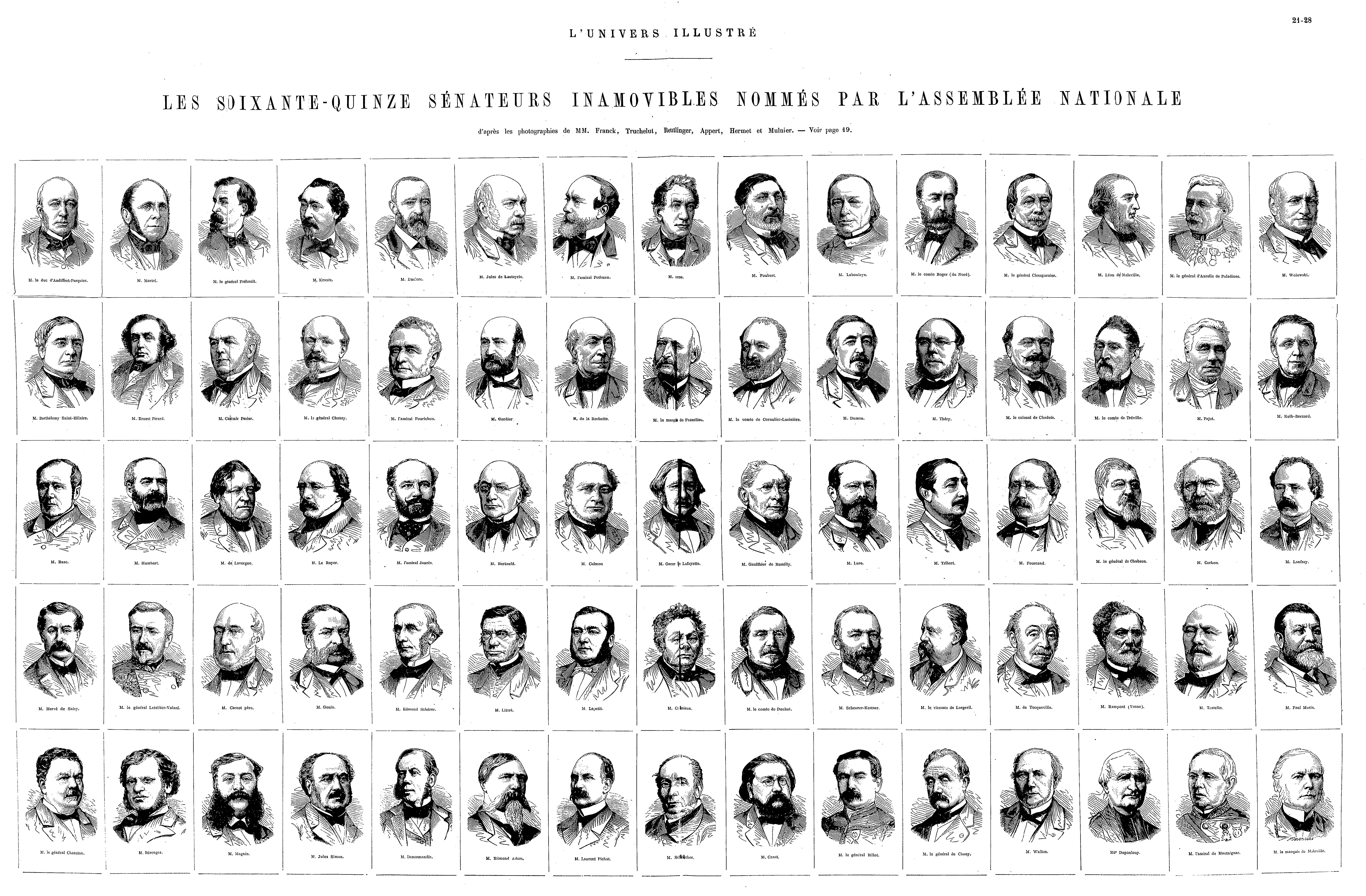
Die 75 unabsetzbaren Senatoren – L’Univers Illustré vom 8. Januar 1876

Die Commission des trente

Ein Sénateur inamovible oder unabsetzbarer Senator war ein auf Lebenszeit gewähltes Mitglied des Senats der Dritten Französischen Republik. Der Status des Sénateur inamovible wurde durch das Verfassungsgesetz von 1875 eingeführt und 1884 wieder abgeschafft. Es gab 75 von 300 Senatoren, die nicht abberufen werden konnten und im Falle ihres Todes durch ein vom Senat selbst ernanntes Mitglied ersetzt wurden. Nach der Abschaffung dieser Art der Ernennung wurden die amtierenden Senatoren auf Lebenszeit beibehalten. Insgesamt gab es 116 unkündbare Senatoren.

## Geschichte
Nach dem Fall des Zweiten Kaiserreichs war eine Commission des Trente, also eine dreißigköpfige Kommission, mit der Ausarbeitung einer neuen Verfassung beauftragt, was zur Verfassung von 1875 führte. Für den Senat schlug die Commission vor, dass 100 der 300 Senatoren lebenslang gewählt und vom Staatspräsidenten ernannt sein sollten. Präsident de Mac-Mahon lehnte dies ab; das Recht zur Ernennung wurde daher auf die Assemblée nationale (Nationalversammlung) übertragen. Trotz Bedenken stimmte mit Léon Gambetta der wichtigste Politiker der Republikaner zu.
Der von Henri Wallon vorgelegte endgültige Entwurf wurde ohne große Debatte angenommen. Das Verfassungsgesetz vom 24. Februar 1875 sah vor, dass der Senat der Dritten Französischen Republik aus 225 von den Departements gewählten Mitgliedern und 75 unabsetzbaren Mitgliedern bestehen solle. Diese waren auf Lebenszeit aus der Mitte der Nationalversammlung zu wählen. Das Wahlverfahren für die ersten 75 unabsetzbaren Senatoren wurde in Artikel 24 des Organisationsgesetzes vom 2. August 1875 festgelegt, der eine Listenwahl mit absoluter Mehrheit vorsah. Ein Änderungsantrag von Édouard de Laboulaye wandelte dieses Verfahren in ein Listenwahlrecht um. Die Gewählten stammten aus den Parlamentswahlen von 1871 und wurden in elf Wahlgängen zwischen dem 9. und 21. Dezember 1875 bestimmt. Nur der Herzog von Audiffret-Pasquier und Louis Martel wurden bereits im ersten Wahlgang gewählt; sie waren die ersten beiden Senatspräsidenten.
Ihre Nachfolger wurden später vom Senat bestimmt. Das Organgesetz vom 10. Dezember 1884 schaffte das Mandat auf Lebenszeit ab, ließ aber die amtierenden Senatoren bis zu ihrem Tod im Amt. Die Sitze wurden durch einen Sitz in einem Wahlkreis ersetzt, der durch das Los bestimmt wurde. Der letzte, Émile de Marcère, starb am 26. April 1918.

## Liste der unabsetzbaren Senatoren
A
- Edmond Adam, 1875 – 1877, Abgeordneter Seine[7]
- Édouard Allou, 1882 – 1888, Nachfolger von Ernest Courtot de Cissey[8]
- Gaston d'Audiffret-Pasquier, 1875 – 1905, Abgeordneter Orne
- Louis d’Aurelle de Paladines, 1875 – 1877, Abgeordneter Allier

B
- Camille de Montalivet, 1879 – 1880, Nachfolger von Paul Morin
- Louis-Numa Baragnon, 1878 – 1892, Nachfolger von Félix Dupanloup[9]
- Agénor Bardoux, 1882 – 1897, Nachfolger von Louis Pothuau
- Ferdinand Barrot, 1877 – 1883, Nachfolger von Pierre Lanfrey
- Jules Barthélemy-Saint-Hilaire, 1875 – 1895, Abgeordneter Seine-et-Oise
- Jean Didier Baze, 1875 – 1881, Abgeordneter Lot-et-Garonne[10]
- René Bérenger, 1875 – 1915, Abgeordneter Drôme
- Charles-Alfred Bertauld, 1875 – 1882, Abgeordneter Calvados[11]
- Marcelin Berthelot, 1881 – 1907, Nachfolger von Jules Dufaure
- Jean-Baptiste Billot, 1875 – 1907, Abgeordneter Corrète
- Paul Broca, 1880, Nachfolger von Camille de Montalivet
- Lucien Brun, 1877 – 1898, Nachfolger von Edmond Adam[12]
- Louis Buffet, 1876 – 1898, Nachfolger von Amable Ricard

C
- Marc Antoine Calmon, 1875 – 1890, Abgeordneter Seine-et-Oise
- Bernard-Louis Calouin de Treville, 1875 – 1886, Abgeordneter Aude[13]
- Jean-Baptiste Campenon, 1883 – 1891, Nachfolger von Ferdinand Barrot
- Joseph de Carayon-Latour, 1878 – 1886, Nachfolger von Louis d'Aurelle de Paladines[14]
- Hippolyte Carnot, 1875 – 1888, Abgeordneter Seine-et-Oise
- Auguste Casimir-Perier, 1875 – 1876, Abgeordneter Aube
- Jules Cazot, 1875 – 1912, Abgeordneter Gard
- François de Chabaud-Latour, 1877 – 1885, Nachfolger von Ernest Picard
- Bertrand de Chabron, 1875 – 1889, Abgeordneter Haute-Loire[15]
- Paul de Chadois, 1875 – 1900, Abgeordneter Dordogne[16]
- Nicolas Changarnier, 1875 – 1877, Abgeordneter Somme
- Antoine Chanzy, 1875 – 1883, Abgeordneter Ardennes
- Charles Chesnelong, 1876 – 1899, Nachfolger von Louis Wolowski[17]
- Ernest Courtot de Cissey, 1875 – 1882, Abgeordneter Ille-et-Vilaine
- Jean-Jules Clamageran, 1882 – 1903, Nachfolger von Roger de Larcy
- Hippolyte Clérel de Tocqueville, 1875 – 1877, Abgeordneter Manche[18]
- Othenin Cléron d’Haussonville, 1878 – 1884, Nachfolger von Charles Renouard
- Claude Anthime Corbon, 1875 – 1891, Abgeordneter Seine[19]
- Alphonse Cordier, 1875 – 1897, Abgeordneter Seine-Inférieure[20]
- Hyacinthe Corne, 1875 – 1887, Abgeordneter Nord[21]
- Hippolyte de Cornulier-Lucinière, 1875 – 1886, Abgeordneter Loire-Inférieure[22]
- Adolphe Crémieux, 1875 – 1880, Abgeordneter Département Algier

D
- Edmond Dehault de Pressensé, 1883 – 1891, Nachfolger von Victor Lefranc[23]
- Ernest Denormandie, 1875 – 1902, Abgeordneter Seine[24]
- Émile Deschanel, 1881 – 1904, Nachfolger von Émile Littré
- Henry-Gabriel Didier, 1881 – 1891, Nachfolger von Jean-Didier Baze[25]
- Charles Dietz-Monnin, 1882 – 1896, Nachfolger von Charles-Alfred Bertauld[26]
- Guillaume-Ferdinand de Douhet, 1875 – 1884, Abgeordneter Puy-de-Dôme[27]
- Charles Duclerc, 1875 – 1888, Abgeordneter Basses-Pyrénées
- Jules Dufaure, 1876 – 1881, Nachfolger von Auguste Casimir-Perier
- Jean-Baptiste Dumon, 1875 – 1900, Abgeordneter Gers[28]
- Félix Dupanloup, 1875 – 1878, Abgeordneter Loiret
- Henri Dupuy de Lôme, 1877 – 1885, Nachfolger von Nicolas Changarnier

F
- Jean Joseph Farre, 1880 – 1887, Nachfolger von Paul Broca
- Paul Foubert, 1875 – 1885, Abgeordneter Manche[29]
- Émile Fourcand, 1875 – 1881, Abgeordneter Gironde
- Martin Fourichon, 1875 – 1884, Abgeordneter Dordogne
- Paul de Pasquier de Franclieu, 1875 – 1877, Abgeordneter Hautes-Pyrénées[30]
- Charles Frébault, 1875 – 1888, Abgeordneter Seine[31]

G
- Louis Gaulthier de Rumilly, 1875 – 1884, Abgeordneter Somme[32]
- Eugène Goüin, 1875 – 1909, Abgeordneter Indre-et-Loire[33]
- Théodore Grandperret, 1877 – 1890, Nachfolger von Alphonse Lepetit[34]
- Henri Greffulhe, 1877 – 1879, Nachfolger von Hippolyte Clérel de Tocqueville[35]
- Henri Gresley, 1879 – 1890, Nachfolger von Henri Greffulhe
- Albert Grévy, 1880 – 1899, Nachfolger von Adolphe Crémieux[36]

H
- Gustave Humbert, 1875 – 1894, Abgeordneter Haute-Garonne

J
- Jean Bernard Jauréguiberry, 1879 – 1887, Nachfolger von Léon de Maleville
- Benjamin Jaurès, 1875 – 1889, Abgeordneter Tarn

K
- Charles Kolb-Bernard, 1875 – 1888, Abgeordneter Nord[37]
- Sébastien Krantz, 1875 – 1899, Abgeordneter Seine[38]

L
- Édouard Lefebvre de Laboulaye, 1875 – 1883, Abgeordneter Seine
- Oscar du Motier de La Fayette, 1875 – 1881, Abgeordneter Seine-et-Marne[39]
- Léon Lalanne, 1883 – 1892, Nachfolger von Alfred Chancy
- Pierre Lanfrey, 1875 – 1877, Abgeordneter Bouches-du-Rhône
- Roger de Larcy, 1877 – 1882, Nachfolger von Paul de Pasquier de Franclieu
- Jules Lasteyrie du Saillant, 1875 – 1883, Abgeordneter Seine-et-Marne[40]
- Léon Laurent-Pichat, 1875 – 1886, Abgeordneter Seine
- Léonce Guilhaud de Lavergne, 1875 – 1880, Abgeordneter Creuse[41]
- Victor Lefranc, 1881 – 1883, Nachfolger von Oscar du Motier de La Fayette
- John Lemoinne, 1880 – 1892, Nachfolger von Léonce Guilhaud de Lavergne
- Alphonse Lepetit, 1875 – 1877, Abgeordneter Vienne[42]
- Philippe Le Royer, 1875 – 1897, Abgeordneter Rhône
- Charles Letellier-Valazé, 1875 – 1876, Abgeordneter Seine-Inférieure[43]
- Émile Littré, 1875 – 1881, Abgeordneter Seine
- Hippolyte-Louis de Lorgeril, 1875 – 1888, Abgeordneter Ille-et-Vilaine[44]
- Victor Luro, 1875 – 1903, Abgeordneter Gers[45]

M
- Jean Macé, 1883 – 1894, Nachfolger von Jules Lasteyrie du Saillant[46]
- Joseph Magnin, 1875 – 1910, Abgeordneter Côte-d’Or
- Guillaume de Maleville, 1875 – 1889, Abgeordneter Dordogne[47]
- Léon de Maleville, 1875 – 1879, Abgeordneter Tarn-et-Garonne[48]
- Émile de Marcère, 1884 – 1918, Nachfolger von Louis Gaulthier de Rumilly
- Louis Martel, 1875 – 1892, Abgeordneter Pas-de-Calais
- Louis de Montaignac de Chauvance, 1875 – 1891, Abgeordneter Allier[49]
- Paul Morin, 1875 – 1879, Abgeordneter Seine[50]

P
- Jules Pajot, 1875 – 1898, Abgeordneter Nord[51]
- Eugène Pelletan, 1884, Nachfolger von Othenin Cléron d'Haussonville
- Alexandre Peyron, 1884 – 1892, Nachfolger von Charles-Adolphe Wurtz
- Ernest Picard, 1875 – 1877, Abgeordneter Meuse
- Ernest Poictevin de La Rochette, 1875 – 1876, Abgeordneter Loire-Inférieure[52]
- Louis Pierre Alexis Pothuau, 1875 – 1882, Abgeordneter Seine

R
- Germain Rampont, 1875 – 1888, Abgeordneter Yonne[53]
- Charles Renouard, 1876 – 1878, Nachfolger von Charles Letellier-Valazé[54]
- Amable Ricard, 1876, Nachfolger von Ernest Poictevin de La Rochette
- Édouard Roger du Nord, 1875 – 1881, Abgeordneter Nord[55]

S
- Hervé de Saisy de Kerampuil, 1875 – 1904, Abgeordneter Côtes-du-Nord[56]
- Edmond Schérer, 1875 – 1889, Abgeordneter Seine-et-Oise
- Auguste Scheurer-Kestner, 1875 – 1899, Abgeordneter Seine
- Victor Schœlcher, 1875 – 1893, Abgeordneter Martinique
- Jules Simon, 1875 – 1896, Abgeordneter Marne

T
- Achille Testelin, 1875 – 1891, Abgeordneter Nord[57]
- Antoine Théry, 1875 – 1896, Abgeordneter Nord[58]
- Pierre Tirard, 1883 – 1893, Nachfolger von Édouard Lefebvre de Laboulaye
- Louis Tribert, 1875 – 1899, Abgeordneter Deux-Sèvres[59]

V
- Oscar de Vallée, 1878 – 1892, Nachfolger von Jean-Joseph Veye de Chareton[60]
- Jean-Joseph Veye de Chareton, 1875 – 1878, Abgeordneter Drôme[61]
- Étienne de Voisins-Lavernière, 1881 – 1889, Nachfolger von Émile Fourcand[62]

W
- Henri Wallon, 1875 – 1904, Abgeordneter Nord
- Louis Wolowski, 1875 – 1876, Abgeordneter Seine
- Charles Adolphe Wurtz, 1881 – 1884, Nachfolger von Édouard Roger du Nord